# Дон-Амінадо
Амінодав Петрович Шполянський (псевдонім — Дон Амінадо, після ІІ Світової війни друкувався як Д. Амінадо; 7 травня 1888, Єлисаветград — 14 листопада 1957, Париж, Франція) — україномовний єврейський поет-сатирик, мемуарист, адвокат на еміграції (у Франції).

## Життєпис
Амінад (Амінодав) Петрович (Пейсахович) Шполянський народився 7 травня 1888 року в Єлисаветграді.
Закінчив міську чоловічу гімназію. Потому навчався в Новоросійському (Одеса) та Київському університетах (юридичний факультет).
По завершенні вищої освіти (1910) оселився в Москві та зайнявся письменницькою діяльністю, зокрема постійно співробітничав з газетою «Раннее утро» та часописом «Сатирикон».
Був солдатом у Першу світову, тоді ж, на її початку (1914) опублікував свою першу збірку віршів.
Друга книга мала промовисту назву — «Весна сімнадцятого року».
Перша світова війна перервала творче життя письменника. Під час громадянської війни в Росії прозаїк та поет жив у Києві та Одесі.
20 січня 1920 року Дон Амінадо емігрував до Франції. «Дым отечества» (1921) був його першим зарубіжним виданням. 1927 року — книга сатиричних оповідань «Наша маленькая жизнь». Наступного року (1928) була надрукована найкраща книга Дона Амінадо — «Накинув плащ. Сборник лирической сатиры».
На 30-ті роки припадає пік популярності Дона Амінадо у читачів. Іван Бунін писав про нього як про одного «з найвидатніших російських гумористів, рядки якого несуть справжню мистецьку насолоду».
Після Другої світової війни Дон Амінадо видав дві книги: «В те баснословные года» (1951) та спогади «Поезд на третьем пути» (1954).
Після смерті Дона Амінадо (14 листопада 1957) його архів був перевезений до Росії Іллею Зільберштейном.

## З творчості
Характеристику творчого стилю й доробку Дона Амінадо вичерпно подає Вольфганг Казак у книзі «Лексикон русской литературы XX века» (М., 1996):
|  | «Його вірші та проза в імпресіоністичній манері передають ситуації, типові для його часу. Його майстерність засновується, з одного боку, на алюзіях: використанні відомих фактів (з історії, сучасності та літератури), з іншого боку — на винахідливості у слововживанні (часто — самі́ іменники), за якими читач може відновити повний обсяг висловлювання. Амінадо притаманна іронічна дистанція у ставленні до зображуваного, його сатира схильна до дружнього, грайливого гумору, але за легкістю форми не губиться політична та людська серйозність автора.» Оригінальний текст (рос.) Его стихи и проза в импрессионистической манере передают ситуации, типичные для его времени. Его мастерство основывается, с одной стороны, на аллюзиях: использовании известных фактов (из истории, современности и литературы), с другой стороны — на избирательности в словоупотреблении (часто — лишь существительные), по которым читатель может восстановить полный объем высказывания. Для Аминадо характерна ироническая дистанция по отношению к изображаемому, его сатира склонна к дружескому, игровому юмору, но за легкостью формы не теряется политическая и человеческая серьезность автора. |

Книги Дона Амінадо (А. П. Шполянського):
- Песни войны, 1914
- Весна семнадцатого года, 1917
- Дым без отечества, Paris, 1912
- Наша маленькая жизнь, Paris, 1927
- Le rire dans la steppe (спільно з Морисом Декобра), Paris, 1927
- Накинув плащ, Paris, 1928
- Нескучный сад, Paris, 1935
- Pointes de Feu, Paris, 1939
- В те баснословные года, Paris, 1951
- Поезд на третьем пути. Воспоминания, New York, 1954